# منتخب فنزويلا تحت 15 سنة لكرة القدم
منتخب فنزويلا تحت 15 سنة لكرة القدم (بالإسبانية: Selección de fútbol sub-15 de Venezuela)‏ هو ممثل فنزويلا الرسمي في المنافسات الدولية في كرة القدم.